# S.W.A.T. (TV-serie)
S.W.A.T. är en amerikansk TV-serie som handlar om ett fiktivt SWAT-team vid Los Angeles Police Department. Serien hade premiär på CBS den 2 november 2017. Serien visades i åtta säsonger och avslutades i mars 2025.
Shemar Moore spelar huvudrollen som Sergeant Daniel "Hondo" Harrelson och är inspirerad av filmen S.W.A.T. från 2003. Serien utspelar sig i samma värld som The Shield vilket gör det till en crossover mellan serierna.